# Георг фон Изенбург-Ронебург
Георг фон Изенбург-Ронебург (на немски: Georg von Isenburg (Ysenburg)-Ronneburg; * 10 септември 1528; † 29 юни 1577 във Вертхайм) е граф на Изенбург-Бюдинген-Ронебург в Келстербах, Вехтерсбах, Шпилберг, Меерхолц и Грюндау (1566 – 1577).
Той е големият син на граф Антон I фон Изенбург-Бюдинген-Ронебург в Келстербах (1501/1526 – 1560) и първата му съпруга Елизабет фон Вид (1508 – 1542), дъщеря на граф Йохан III фон Вид (ок. 1485 – 1533) и съпругата му графиня Елизабет фон Насау-Диленбург (1488 – 1559).
След смъртта на баща му през 1560 г. Георг управлява Изенбург-Ронебург заедно с братята си Волфганг (1533 – 1597) и Хайнрих (1537 – 1601).
Погребан е във Вертхайм.

## Фамилия
Георг се жени на 21 май 1552 г. за графиня Барбара фон Вертхайм (* 1531; † 17 септември 1600 в Шварцах), дъщеря на граф Георг II фон Вертхайм (1487 – 1530) и втората му съпруга Барбара фон Лимпург-Гайлдорф (1500 – 1561).

Те нямат деца. След смъртта му вдовицата му се омъжва за Йохан фон Виненбург.